# Adlerstierna
Adlerstierna är en utslocknad svensk adelsätt. Juristen Sven Löfman (1645–1708), som var prästson från Dala socken, nuvarande Falköpings  kommun i Västra Götalands län, adlades 1690 med namnet Adlerstierna och introducerades 1693 på Riddarhuset på nummer 1190. Han avslutade sin karriär som vicepresident för Göta hovrätt.
Ätten utslocknade på svärdssidan 1767 med ogifte sonen major Gabriel Adlerstierna och på spinnsidan 1825 med en brorsdotter till denne.
Dottern Elsa Sigrid Adlerstierna (1701–1781), som var gift tre gånger, instiftade 1768 ett fideikommiss, senare benämnt Thamstorp i Trökörna socken, idag  i Grästorps kommun,  med föreskriften att innehavaren skulle lägga namnet Adlerstierna till sitt eget släktnamn. Fideikommisset överfördes  1806 till Öjareds säteri Stora Lundby socken, idag i Lerums kommun, Västra Götalands län, och innehades där av medlemmar av släkten Adelsköld. Namnet Adlertierna kom därmed att fortleva till den siste fideikommissarien Sten-Gustaf Adlerstierna-Adelskölds död 1980.
Den svenska ätten Adlerstierna är inte besläktad med den finländska ätten Adlerstjerna.